# 本多章一
本多 章一（ほんだ しょういち、1979年6月8日 - ）は、日本の俳優。本名同じ。東京都出身。身長179cm。

## 人物
特技は英語、サッカー、絵画。
テネシー明治学院高等部卒業後、1998年から1年間、第13回メンズノンノ・モデルとして活躍。
翌年、再びアメリカの大学へ留学。帰国後、2004年より役者を始める。多くの映画、ドラマに出演している。

## 出演

### 映画
- 69 sixty nine（2004年、李相日監督）
- 紀雄の部屋（2004年、深川栄洋監督）
- オーバードライヴ（2004年、筒井武文監督）
- 透光の樹（2004年、根岸吉太郎監督）
- ココロとカラダ（2004年、安藤尋監督）
- カナリア（2005年、塩田明彦監督）
- 鳶がクルリと（2005年、薗田賢次監督）
- 同じ月を見ている（2005年、深作健太監督）
- 闇打つ心臓（2006年、長崎俊一監督）
- colors（2006年、柿本ケンサク監督）
- 初恋（2006年、塙幸成監督）
- BLACK KISS（2006年、手塚眞監督）
- 幽閉者（2007年、足立正生監督）
- FROG （2007年、長久允監督）-主演
- バウムクーヘン（2007年、柿本ケンサク監督）-主演
- ROBO☆ROCK（2007年、須賀大観監督）
- 赤い文化住宅の初子（2007年、タナダユキ監督）
- 実録・連合赤軍 あさま山荘への道程（2008年、若松孝二監督）
- 今日という日が最後なら（2008年、柳明菜監督）
- 東京NEO魔悲夜（2008年、金丸雄一監督）
- 美代子阿佐ヶ谷気分（2009年、坪田義史監督）
- よるのくちぶえ（2009年、遠山智子監督）
- 人間失格（2010年、荒戸源次郎監督）
- 誘惑として、（2010年、与那覇政之監督）
- ブラック・エンジェルズ（2011年、内田英治監督）
- 新しき民（2014年、山﨑樹一郎監督）- 新六 役
- 断食芸人（2016年、足立正生監督） - 監視人 役
- つむぐもの（2016年、犬童一利監督）- 小野島寿也 役
- イノセント15（2016年、甲斐博和監督）- 菊池雅弘 役
- 光 - 劇中映画「その砂の行方」（2017年、河瀨直美監督）- 木田 役
- THE OUTSIDER（2018年、マーチン・サントフリート監督）
- グリーングラス（2018年公開予定、グナシオ・ルイス・アルバレス監督）
- MINT（公開予定、奥秀太郎監督）- 浅月総一朗研究官 役

### テレビドラマ
- スカイハイ2（2004年、テレビ朝日）
- 白の女（2004年、テレビ東京）
- スターライト（2005年、テレビ東京）
- おじいさん先生（2007年、日本テレビ）- 第4話 コブラ工業ピッチャー 役
- ゾンビ探偵 竜之介（2014年、千葉テレビ）
- 女はそれを許さない（2014年、TBSテレビ）- 城之内検事 役
- 戦火のマエストロ・近衛秀麿（2015年、NHK BS1）- 近衛秀麿 役
- ハロー張りネズミ（2014年、TBSテレビ）- 有島 役
- dele（2018年、テレビ朝日）- 安岡春雄 役

### 短編映画
- 繋いだ手（2004年、柿本ケンサク監督）-主演
- BUNNY BOY（2004年、木津俊彦監督）
- パーコー麺出口・オーギョーチー入口（2011年、櫻井啓介監督）-主演
- 古本屋SOS！（2016年、櫻井啓介監督）-主演
- 漂着物（2017年、井土紀州監督）-主演

### WEB 映像
- うたいびと（2008年、大森仁監督）
- The Light（2013年、大富いずみ監督）
- 恋プレ！（2014年、高島夏来監督）
- YKKAP「窓外の恋」(2017年、張元香織監督）

### PV
- 音速ライン「スワロー」（2005年）
- RIZE「CINEMARIZE」（2005年）
- 大橋トリオ「バウムクーヘン」（2007年）
- スキマスイッチ「奏」ライブ映像（2007年）
- 大木こだま「おやじブルース」（2008年）
- flumpool「見つめていたい」（2009年）
- 大石昌良「東京ロープ」「ストーリー」「海を見ていた 僕は」（2011年）
- flumpool「大切なものは君以外に見当たらなくて」（2013年）

### 舞台
- シオンの桜（2006年、演出：篠崎勇己）
- 龍とオイル（2014年、演出：八鍬健之介）
- PERSONA3 the Weird Masquerade ～青の覚醒～（2014年） - 幾月修司 役
- 男が死ぬ日(朗読公演)（2015年、演出：ボビー中西）
- ペルソナ4 ジ・アルティマックス ウルトラスープレックスホールド（2016年） - 幾月修司 役
- 男が死ぬ日(2019年、作：テネシー・ウィリアムズ　演出：ボビー中西)　-男 役

### パフォーマンス
- 銀の匙 -Silver Spoon-（2011年、2012年、演出：奥秀太郎）
- CoSTUME NATIONAL（2014年、演出：奥秀太郎）

### CM
- SONY CYBER-SHOT TAIWAN（2008年-2009年）
- SONY VAMOS VIEWING（2011年）
- SHARP au AQUOS PHONE（2012年）
- TOYOTA Dubai（2013年）
- NISSAN NOTE「あなたにもエマブレ」篇（2014年）
- NISSAN NOTE「比べてニッサン Vセレクション」篇（2014年）
- ネクスト HOME'S「この街に住みたい」篇（2015年）
- TOYOTA ESQUIRE「名前の響き」篇（2015年）
- Kirin Australia 恵み「The Art Of Simplicity」（2017年）
- KENWOOD カーナビ（2018年)
- マクドナルド (2019年)

### スチール・WEB広告
- ANARC of hex（2009年-2011年）
- ほぼ日刊イトイ新聞（2012年）
- 45rpm（2013年-2020年）
- 無印良品（2015年）
- FILAゴルフ（2015年）
- nano universe（2016年）
- PEUGEOT（2018年）
- HONDA VEZEL（2018年）
- ATELIER BÉTON(2019年～)
- HEADS TOKYO（2019年）

### 雑誌
- MEN'S NON-NO
- Men's JOKER
- LOADED